# Квазілінійна корисність
Квазіліні́йна фу́нкція ко́ри́сності (англ. quasilinear utility function) лінійна за одним зі своїх аргументів, зазвичай — за рахунковими грішми (англ. numeraire). Квазілінійні переваги можна виразити функцією
{\displaystyle u(x_{1},x_{2},\ldots ,x_{n})=x_{1}+\theta (x_{2},\ldots ,x_{n})} ,
де {\displaystyle \theta } є строго увігнутою:164. Подібна функція має зручну властивість: маршаллівський попит на блага {\displaystyle x_{2},\ldots ,x_{n}} не залежить від рівня добробуту і, отже, не підпалий ефекту багатства:165-166. Відсутність ефекту полегшує аналіз:222, що робить квазілінійну корисність популярним засобом моделювання. Більш того, якщо корисність квазілінійна, то компенсувальна варіація доходу, еквівалентна варіація доходу і споживчий надлишок рівні:163. В дизайні механізмів квазілінійна корисність дозволяє агентам здійснювати сторонні платежі.

## Визначення в термінах переваг
Відношення переваги {\displaystyle \succsim } квазілінійне за товаром 1, якщо:
- весь множини байдужості утворюються паралельним зміщенням уздовж осі товару 1. Якщо споживач індиферентний між наборами товарів x і y (x~y), то {\displaystyle \left(x+\alpha e_{1}\right)\sim \left(y+\alpha e_{1}\right),\forall \alpha \in \mathbb {R} ,e_{1}=\left(1,0,...,0\right)}[2];
- товар 1 має додатну корисність: {\displaystyle \left(x+\alpha e_{1}\right)\succ \left(x\right),\forall \alpha >0}

Іншими словами, відношення переваги квазілінійне, якщо існує один товар, який рухає множини байдужості, зберігаючи відстані між точками байдужості і нахил у кожній точці. У двовимірному випадку квазілінійність означає, що криві байдужості паралельні.

## Визначення в термінах функцій корисності
Якщо функція корисності квазілінійна за товаром 1, то вона набуває форми
{\displaystyle u\left(x\right)=x_{1}+\theta \left(x_{2},...,x_{L}\right)},
де {\displaystyle \theta } є функція. У двовимірному випадку це, наприклад, {\displaystyle u\left(x\right)=x_{1}+{\sqrt {x_{2}}}.}.
Квазілінійна форма характерна для таких функцій попиту, які залежать тільки від цін і не залежать від рівня добробуту. Скажімо, якщо
{\displaystyle u(x,y)=x+\theta (y)}
тоді попит на y виводиться з рівняння
{\displaystyle \theta '(y)=p_{y}},
так що
{\displaystyle y(p,I)=(\theta ')^{-1}(p_{y}),},
і цей вираз не залежить від рівня добробуту I.
Непряма функція корисності тоді має вигляд:154, 169
{\displaystyle v(p,I)=v(p)+I,}.

## Еквівалентність визначень
Кардиналістський і ординалістський підходи до визначення квазілінійної корисності еквівалентні за опуклості споживчої множини і неперервних перевагах, які локально ненасичувані за першим аргументу.